# إنترنت إكسبلورر 7
ويندوز إنترنت إكسبلورر 7 (اختصاره هو IE7) وهو متصفح ويب اصدرته مايكروسوفت في أكتوبر 2006. ويعتبر إنترنت إكسبلورر 7 جزء من سلسلة طويلة من إصدارات إنترنت إكسبلورر وكان أول تحديث رئيسي للمتصفح في خلال أكثر من 5 سنوات. ويأتي كمتصفح افتراضي في ويندوز فيستا وويندوز سيرفر 2008 ويعرض على أنه بديل للإنترنت إكسبلورر 6 في ويندوز إكس بي وويندوز سيرفر 2003. وتشير التقديرات الحالية إلى أن حصة IE7 في الأسواق العالمية بصفة عامة تكون في حدود 20-25 ٪.
استعيض عنه بـ إنترنت إكسبلورر 8 في آذار / مارس 2009.
وأعيد صياغة أجزاء كبيرة من البنية الأساسية بشكل ملحوظ، بما في ذلك أداء المحرك والإطار الأمني، وتشمل الميزات الجديدة كلا من الاستعراض المبوب، وتكبير الصفحة، ومربع البحث المتكامل، والـ قارئ الموجز، والتدويل المفضل، وتحسين الدعم لـ معايير الويب.وتشمل التعزيزات الأمنية فلتر التصيد، والتشفير الأقوى على ويندوز فيستا (256 بت من 128 بت في إكس بي)، وزر «مسح تاريخ التصفح» لسهولة مسح البيانات الخاصة.

## نبذة تاريخية
في عام 2001، أطلقت مايكروسوفت إنترنت إكسبلورر 6 كتحديث لـ ويندوز 98، وويندوز ميلينيوم، وويندوز NT 4.0 وويندوز 2000 وتضمنت ذلك بشكل افتراضي في ويندوز إكس بي. وأعلنت مايكروسوفت فور إطلاق IE6 Service Pack 1 عام 2003 أن التحديثات المستقبلية لإنترنت اكسبلورر سوف تأتي فقط من خلال التحديثات المستقبلية للويندوز، مشيرا إلى أن «إدخال مزيد من التحسينات لشركة آي إي سيتطلب تحسينات على نظام التشغيل الأساسي OS.» 
في 15 فبراير، 2005 في مؤتمر آر إس إيه في سان فرانسيسكو، أعلن رئيس شركة ميكروسوفت بيل غيتس ان مايكروسوفت تخطط لإصدار جديد من إنترنت إكسبلورر من شأنه أن يعمل على ويندوز إكس بي. ونوه كلاً من بيل غيتس ودين هاشاموفيتش، المدير العام لفريق إنترنت اكسبلورر، بالتحسينات اللازمة للأمان كسبب أولي للنسخة الجديدة.
تم إطلاق النسخة التجريبية الأولى من IE7 في 27 يوليو 2005 من أجل اختبار التقنية، وأطلق الإصدار العام التجريبي لإنترنت اكسبلورر 7 (معاينة بيتا 2: قبل نسخة بيتا 2) في 31 يناير 2006.
أطلقت النسخة العامة النهائية في 18 أكتوبر، 2006. ومن المثير للاهتمام، أنه في نفس اليوم ولكن قبل إطلاق ميكروسوفت لـ IE7، قامت ياهو! بالإمداد بنسخة بيتا مطورة لإنترنت اكسبلورر 7 موجودة في شريط أدوات ياهو! وغيرها من تخصيصات ياهو المحددة.
في أواخر عام 2007 أعلنت شركة مايكروسوفت أن إنترنت إكسبلورر 7 من الممكن أن يكون غير متضمن كجزء من ويندوز اكس بي SP3، مع كل من تحديثات انترنت اكسبلورر 6 و7 المتسلمة.
في 8 أكتوبر، 2007، أزالت مايكروسوفت محتوى Windows Genuine Advantage للـ IE7 وفتحته لكل مستخدمين الويندوز.
وبعد سنة من إطلاق IE7s (من نهاية 2006 إلى نهاية 2007) انخفضت المكالمات المدعمة لميكروسوفت بنسبة 10- 20.
في 16 ديسمبر 2008، تم العثور على ثغرة أمنية في إنترنت اكسبلورر 7 والتي يمكن أن تُستغل بحيث يمكن للقراصنة سرقة كلمات مرور المستخدمين. وفي اليوم التالي، صدر تصحيحا لإصلاح الخلل، والذي تشير التقديرات إلى أن هناك حوالي 10,000 موقع متضرر.

### تاريخ الإصدارات
- يوم 31 يناير 2006، أطلقت مايكروسوفت معاينة بناء عامة (Beta 2 preview: Pre-Beta 2 version) لإنترنت اكسبلورر 7 لخدمة ويندوز اكس بي Service Pack 2 (ليس لويندوز سيرفر 2003 SP 1) على موقعها على الإنترنت. وذُكر أنه أكثر بناءات المعاينة العامة (من الممكن بيتا 2 في أبريل) لإنترنت اكسبلورر 7 سوف يتم إطلاقها في النصف الأول من عام 2006، وأن النسخة النهائية سوف تُطلق في النصف التاني من 2006.[12] وتم تحديث مابل إنشاء بيتا في 20 مارس 2006 7.0.5335.5. وتم إطلاق Beta 2 Build الحقيقية في 24 أبريل 2006 لإنشاء 7.0.5346.5. وبالإضافة إلى ذلك، قال بيل غيتس في مؤتمر MIX'06 ان مايكروسوفت تعمل رابط بالفعل من النسختين القادمتين من IE بعد نسخة 7.
- يوم 29 يونيو 2006، أطلقت مايكروسوفت الإصدار بيتا 3 (Build 7.0.5450.4) من إنترنت إكسبلورر 7 لكل من ويندوز إكس بي SP2، وويندوز إكس بي الإصدار x64 وويندوز سيرفر 2003 SP1. ويتميز بتنظيقات UI بسيطة، واعادة ترتيب المفاتيح عن طريق السحب والإسقاط، فضلا عن تحسن الأداء الملحوظ.
- يوم 24 أغسطس 2006، تم إطلاق إصدار the Release Candidate 1 (RC1) في إنترنت اكسبلورر 7 (Build 7.0.5700.6) من أجل ويندوز إكس بي SP2، وويندوز إكس بي الإصدار x64 وويندوز سيرفر 2003 SP1. وهذا كان هو الإصدار ما قبل الأخير من IE7 قبل إطلاق النهائي.
- يوم 28 سبتمبر 2006، نشرت شركة 3Sharp  للخدمات التقنية الخاصة نتائج دراسة، بتكليف من مايكروسوفت، [13] مقيمة ثمانية حلول ضد الخداع والذي جاء فيها أن إنترنت اكسبلورر 7 متربع على القمة. وقيمت الدراسة القدرة على منع التصيد، والتحذير من التصيد، والسماح للمواقع الجيدة.[14]
- في 18 أكتوبر، 2006 تم إطلاق النسخة المنتهية الأولى على موقع microsoft.com، وتم توزيعه كتحديث رفيع الأولوية باتجاه التحديثات التلقائية (AU) في 1 نوفمبر. واخبر الـ AU المستخدمين عندما جهز IE7 للتثبيت وظهرت شاشة ترحيب والتي تقدم السمات الرئيسية والخيارات للـ «تثبيت»، أو «لا تثبيت»، أو «اسألني في وقت لاحق».
- يوم 8 نوفمبر، 2006 تم إطلاق إصدار من إنترنت اكسبلورر 7 من أجل ويندوز فستا فقط (7.0.6000.16386).
- في 11 نوفمبر، 2006 أتيحت نسخة أخرى من ويندوز إكس بي (7.0.5730.11IC) [15]
- يوم 24 سبتمبر، 2007 تم إصدار ويندوز سيرفر 2008 RC0 مع نسخة 7.0.6001.16659.[15]
- في 4 أكتوبر، 2007 أتيحت أحدث نسخة لويندوز إكس بي (7.0.5730.13).

| الإصدار الرئيسي | الإصدار الثانوي    | تاريخ الأصدار             | تغييرات هامة                                                                   | مصحوب بـ                 |
| --------------- | ------------------ | ------------------------- | ------------------------------------------------------------------------------ | ------------------------ |
| الإصدار 7       | 7.0 بيتا 1         | 27 يوليو / يوليو، 2005    | بدعم من قناة PNG alpha وCSS مصلح العقبات. وتصفح Tabbed.                        | ويندوز فيستا بيتا 1      |
| الإصدار 7       | 7.0 Beta 2 Preview | 31 يناير / يناير 31، 2006 | مزيد من إصلاحات CSS. RSS platform integration.New UI. Quick Tabs.              |                          |
| الإصدار 7       | 7.0 بيتا 2         | 24 نيسان / أبريل، 2006    | ميزة كاملة. مزيد من إصلاحات CSS. إصلاحات توافق التطبيق.                        |                          |
| الإصدار 7       | 7.0 بيتا 3         | 29 يونيو / يونيو، 2006    | حل معظم المواضيع المستدعية بـ CSS.                                             |                          |
| الإصدار 7       | 7.0 RC 1           | 24 آب / أغسطس، 2006       | تحسينات في الأداء، والاستقرار والأمن وتطبيق التوافق والتسويات النهائية لـ CSS. |                          |
| الإصدار 7       | 7.0                | 18 أكتوبر / أكتوبر 2006   | الإصدار النهائي والحالي.                                                       | نظام تشغيل Windows Vista |

## المزايا
مع هذا الإصدار، أعيد تسمية إنترنت اكسبلورر من ميكروسوفت إنترنت إكسبلورر إلى ويندوز إنترنت إكسبلورر كجزء من تغيير مايكروسوفت لمكوناتها المتضمنة مع ويندوز.
يهدف الإصدار 7 للدفاع عن المستخدمين من التصيد وكذلك من البرامج الخادعة أو الضارة، كما يسمح للمستخدم بالتحكم الكامل في ActiveX وتحسين الإطار الأمني، بما في ذلك عدم دمجه كثيرا بالويندوز  مثل النسخ السابقة، وبالتالي زيادة الأمن. وعلى خلاف الإصدارات السابقة، فإن إنترنت اكسبلورر ActiveX control غير مستضاف في عملية الويندوز اكسبلورر، ولكنه بدلاً من ذلك يتم تشغيله بعمليته الخاصة.كما يتضمن أيضاً تصليح العقبات، وإدخال تحسينات على دعمه لشبكة المعايير، والاستعراض المبوب مع معاينة التبويب وإدارته، ومربع بحث متعدد المحركات، وشبكة إنترنت تغذي القاريء، ومدعم اسم المجال العالمي (IDN)، وفلتر مضاد للتصيد.في 5 أكتوبر، 2007، حذفت مايكروسوفت صلاحية 'genuine software' قبل التثبيت، والذي يعني أن كل نسخ الويندوز، ماذا كانت قادرة على تمرير الصلاحية أو لا، فهي قادرة على تثبيت المتصفح.
يتم تشغيل إنترنت اكسبلورر على ويندوز فيستا في وضع آمن خاص، والذي يقوم بتشغيل المتصفح في sandbox آمن حيث لايكون له إمكانية الوصول لبقية نظام التشغيل أو نظام الملفات، فيما عدا مجلد ملفات الإنترنت المؤقتة.وعند تشغيله في الوضع الآمن، يكون IE7 عملية ذو اتمام قليل؛ فإنه لا يمكن الوصول للكتابة إلى الملفات ومفاتيح التسجيل خارج مجلد بيانات المستخدم.وتهدف هذه الميزة إلى التخفيف من المشاكل حيث أن العيوب المكتشفة حديثاً (أو في Add-Ons المستضافة فيه) تسمح للقراصنة بتخريب تثبيت البرامج على كمبيوتر المستخدم (مثل التجسس).

### سهولة الاستخدام وسهولة الوصول
- الإصدار 7 علامات. يمكن للمستخدم إعادة ترتيب علامات التبويب عن طريق السحب والإفلات كما يريد.

### الخصوصية والأمان
- يسمح إنترنت اكسبلورر بالاستخدام الكامل لاطار إمكانية الوصول الموجود في ويندوز. وذلك لارتباطه القوي بنظام التشغيل. كما أن إنترنت إكسبلورر يعتبر واجهة للمستخدم أيضاً للـ FTP مع عمليات مماثلة بتلك الخاصة بإنترنت اكسبلورر. ومع ذلك، مع الإصدار 7، عادت مواقع FTP في صفحة hyper linked، مع طريقة عرض مثل المجلد تكون متاحة إذا تم الوصول للموقع من خلال ويندوز اكسبلورر. ويمكن لـ IE7 في حد ذاته أن يُطلق ويندوز اكسبلورر من أجل مواقع الـ FTP.
- الوضع الآمن (متوفر في ويندوز فيستا فقط)، حيث يتم تشغيل المتصفح في sandbox مع حتي حقوق أقل من حساب المستخدم المحدود.وعلى هذا النحو، فإنه يمكن فقط الكتابة في مجلد ملفات الإنترنت المؤقت ولايمكن تثبيت برامج البدء أو تغيير أي تكوين لنظام التشغيل بدون التواصل خلال عملية الوساطة. يعتمد الوضع الآمن لـ IE7 على تكنولوجيا التحكم في حساب المستخدم.
- يحجب ActiveX Opt-In إمكانية ActiveX Control إلا إذا سمح له بالتثبيت. وتحسن هذه الميزة من الحماية من ادوات التحكم الغير متحقق منها والضعيفة. ويمكن أن يتم اختيار تثبيت الـ ActiveX controls على شريط المعلومات.يمكن للمستخدم أن يقوم بتشغيل وإيقاف الـ ActiveX Control باستخدام Add-on Manager.

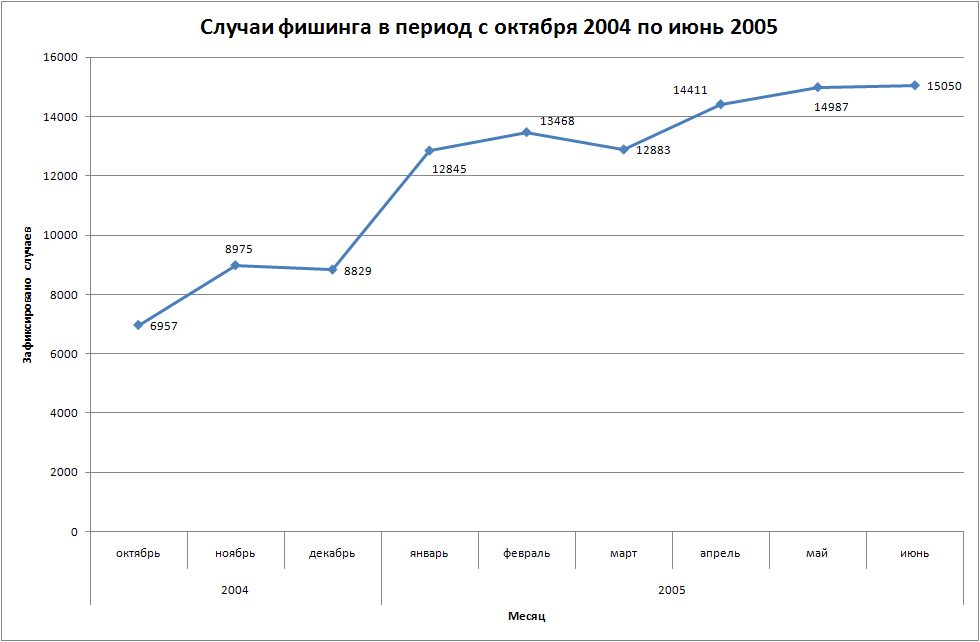
تصفح موقع يعتبره انترنت اكسبلورر انه موقع تصيد يكون محظور افتراضياً يجب على المستخدم اتخاذ خيار واضح قبل الاستمرار.

- يوفر فلتر التصيد الجديد الحماية ضد الاحتيال والمواقع الأخرى التي يمكن أن تكون خطرة على المستخدم ليدخل بيانته الشخصية فيها.وعندما يتم السماح بها، يتم فحص كل موقع يزوره المستخدم ضد القائمة الرئيسية المعروفة بمواقع التصيد.وإذا كان الموقع ضمن القائمة يتم إعلام المستخدم.وفي ضوء تداعيات خصوصية هذه الميزة، فإنه لايتم اتاحتها تلقائياً؛ حيث يتم سؤال المستخدم عندما يبدأ إنترنت اكسبلورر 7 إذا كان يريد اتاحة هذه الميزة. يعمل مايكروسوفت جنبا إلى جنب مع الشركات المتخصصة في التعرف على مخططات التصيد لضمان دقة قائمة المواقع المعروفة وسرعة تحديثها.[19]
- يظهر كلاً من شريط العنوان وشريط الحالة في كل الويندوز بما في ذلك الـ popups والذي يساعد في حجب المواقع الضارة من التمويه على أنها مواقع موثوق بها.كما أن شريط العنوان له ميزة رمز اللون كي يوضح بصرياً مصداقية الصفحة.حيث يتحول شريط العنوان إلى اللون الأحمر عند الدخول إلى صفحة غير صالحة الحماية.ويكون شريط العنوان أبيض في حالة المواقع التي لاتستخدم أي تشفير.وإذا كانت الصفحة تستخدم شهادة عالية الأمان، يتحول لون الشريط إلى الأخضر.
- يظهر Modal windows مثل مربعات الحوار فقط عند اختيار علامة التبويب التي ولدتهم (في مثل هذه المواقف، يصبح لون علامة التبويب برتقالي).ومن ناحية أخرى، تكون النافذة المحفوظة شكلية وعندما يظهر حفظ الصفحة في علامة التبويب، فلايمكن للمستخدم استعراض باقي علامات التبويب.
- لم يعد شريط العنوان يسمح بتنفيذ جافا سكريبت على الصفحات فارغة (حول: بلانك). وبالرغم من ذلك، لا تزال هذه الميزة مدعمة في الصفحات الأخرى، والتي تمكن الـ بريمج إشارة مرجعيةs من العمل بشكل صحيح.ولم يُعطى سبب هذا التغيير.
- لم يعد شريط الحالة يسمح بدخول نص مخصص (مثل: "Formatting C:\ 10% Complete.

|||||||") وسوف تظهر دائما عنوان URL لأي ارتباط محلق للأعلى، للأمان.كما تظهر الآن العنوان المقصود من صيغة الأزرار من اجل المساعدة في التعرف على الصيغ التي تقدم بياناتها إلى المواقع المشبوهة.
- تم تقديم القدرة على الحد من وظائف البرمجة، مثل تلك التي تعمل على تعديل شريط أو ضبط حجم أو مكان نافذة المتصفح مع IE7.
- ينظف «حذف تاريخ التصفح» كل تاريخ التصفح في خطوة واحدة.وفي السابق كانت هذه عملية متعددة المراحل التي تتطلب من المستخدمين حذف ذاكرة المتصفح، والتاريخ، والكوكيز، وصيغ البيانات المحفوظة وكلمات السر في شكل سلسلة من الخطوات المختلفة. وهذا يعتبر مفيد في تحسين الخصوصية والأمان في البيئات متعددة المستخدمين، مثل مقاهى الإنترنت.
- تتحقق خاصية إصلاح إعداداتي إذا كانت الاعدادات الحالية غير امنة عند بدء التشغيل أو عندما يتم تغيير الإعداد، ويتم إعلام المستخدم. كما يمكن للمستخدم أن يضغط على زر من أجل إصلاح الإعدادات إلى حالة آمنة. ولا توجد حاليا طريقة لتعطيل هذه التحذيرات.
- البروتوكولات القديمة والتكنولوجيات المحذوفة: غوفر، تل نت، وScriptlets، DirectAnimation، XBM، وتشانلز.تعرف (ملفات CDF) أيضاً بـ «أنماط سطح المكتب النشطة»، إلخ. وتم حذف أدوات تحرير الـ DHTML من IE7 من أجل ويندوز فيستا لتقليل مساحة السطح من أجل الهجمات الأمنية.[20]
- لاتسمح أي Add-ons للـ IE7 أن يتم إطلاقه بدون الملحقات المثبتة.
- قوة تشفير IE7 : (لـ فستا فقط، وIE7 لـ اكس بي وسيرفر 2003 يدعم فقط 128- بت) 256بت
- يتحول لون شريط العنوان إلى اللون الأحمر عندما تكون الشهادة المقدمة بواسطة موقع آمن فيها بعض المشاكل.في تلك الحالة يكون تصفح الموقع ممنوع بشكل افتراضي، ويمكن الوصول إليه فقط بعد تأكيد المستخدم بشكل صريح للتصفح.
- يتضمن IE7 دعم لشهادات الصلاحية الممتدة (EV). عندما تقدم المواقع شهادة EV يظهر شريط العنوان باللون الأخضر.
- يتم تحميل قوالب إدارة مجموعة الرخص الجديدة (ملفات.adm) لـ IE7 تلقائياً على وحدة تحكم المجال عندما يتم فتح بوليصة المجموعة من محطة عمل في المكان الذي تم فيه تثبيت IE7. وتسمح هذه القوالب الإدارية الجديدة بالتحكم في حالة مانع التصيد، على سبيل المثال.
- تحذف اعدادات إعادة تعيين إنترنت اكسبلورر كل الملفات المؤقتة، وتعطل add-ons المتصفح، وتعيد تعيين كافة الإعدادات المتغيرة إلى اعدادات المصنع.ويمكن استخدامه إذا كان المتصفح في حالة غير صالحة للاستعمال.

عنونت مايكروسوفت مواضيع الحماية في طريقين مميزين داخل ويندوز فستا: التحكم في حساب المستخدم، والذي يجبر المستخدم على تأكيد أي فعل يمكن أن يؤثر على ثبات أو حماية النظام حتى إذا قام بتسجيل الدخول على انه المسؤول، و«الوضع الآمن IE»، والذي يقوم بتشغيل عملية متصفح الويب مع أذونات أقل بكثير من المستخدم.
تم نشر الـ vulnerability الأولى حصرياً لإنترنت اكسبلورر 7 بعد 6 أيام.

#### فلتر التصيد
انتقد بعض المستخدمين فلتر التصيد لسهولة التحايل عليه.وتم الإبلاغ عن طريقة ناجحة لتجاوز فلتر تصيد إنترنت اكسبلورر عن طريق إعادة توجيه صفحة ويب القائمة السوداء إلى صفحة أخرى، في القائمة غير السوداء، باستخدام إعادة توجيه جانب السيرفر.حتم يتم حظر الصفحة الجديدة وكذلك، يمكن للهجوم أن يظل فعال.
يعني هذا الخلل أن المحتالين يمكن أن يحتفظوا بالروابط من توظيف البريد الإلكتروني السابق عن طريق الانتقال بكل بساطة إلى سيرفر جديد عندما توضع صفحتهم الخاصة بالإنترنت ضمن القائمة السوداء وإضافة إعادة التوجيه.
وتم انتقاد هذا باعتباره متضاعف الخطورة حيث أن وجود فلتر التصيد يمكن أن يسكن المستخدمين بشعور خاطيء بالأمان في حين أن الفلتر يمكن المرور من خلاله.
وذهب فلتر التصيد إلى تطويره وإعادة تسميته باسم فلتر السلامة  وبعد ذلك باسم الشاشة الذكية بواسطة مايكروسوفت، خلال تطوير انترنت اكسبلورر 8.

### مستويات الدعم
- تم بذل تحسينات طفيفة لدعم كل من CSS وDOM وHTML. كان الهدف الرئيسي الذي أعلنته ميكروسوفت عن الإصار 7 هو تصليح أكثر العقبات أهمية والمناطق التي تسبب المشاكل الأكثر للمطورين، وع ذلك تأجل التوافق التام مع المعايير.
- تم إضافة دعم لكل -pixel alpha channel transparency في صور الـ PNG

يتميز إنترنت اكسبلورر 7 لكل من إصدار ويندوز فستا وويندوز اكس بي بتحديث WinInet API. وتمتلك النسخة الجديدة دعم أفضل للـ IPv6, وتتعامل مع أحرف نظام الهكساديسيميل في عنوان آي بي في6. كما أنه يشتمل أيضاً على دعم أفضل للـ Gzip وفك الضغط، لذلك فإن الاتصال مع سيرفر الويب يمكن ضغطه وبالتالي فانه سوف يتطلب بيانات أقل لنقلها. يعتبر وضع إنترنت اكسبلورر الآمن المدعم في WinInet حصري لويندوز فيستا.
تعرض إنترنت إكسبلورر 7 لانتقادات بسبب افتقاره لدعم المعايير المفتوحة. على الرغم من أن إنترنت إكسبلورر 7 أكثر ملاءمة من الإصدارات السابقة، ووفقا لجميع الأرقام فإنه يبقى أقل المعايير شكوى بالمقارنة بالمتصفحات الرئيسية الأخرى في تلك الفترة. فهو لم يمر على اختبارات أسيد2 ولا أسيد3، وهذان الاختباران مصممان من قبل مشروع معايير الويب للتحقق من الامتثال للـ CSS.
كما أنه ادعى أيضاً أن عدم وجود دعم في إنترنت إكسبلورر هو المسؤول عن تعليق عودة الأقلمة واسعة النطاق من قبل مشرفي المواقع للعديد من معايير التكنولوجيا المفتوحة حديثاً [من؟] (SVG، مدعم في كل مكان منذ 2001 ، وبعد ذلك غير مدعم في إنترنت اكسبلورر بدون طرف مساعد ثالث).

## الروابط الخارجية
- إنترنت إكسبلورر: الصفحة الرئيسية
- IEBlog—سجل الويب لفريق إنترنت إكسبلورر
- Channel9 ويكي: InternetExplorer—ويكي لإنترنت إكسبلورر
- مجتمع إنترنت إكسبلورر—الجمعية الرسمية لويندوز إنترنت اكسبلورر.
- it.megocollector.com تصليح ل"http://runonce.msn.com/runonce2.aspx"